# José María Rivera Corral
José María Rivera Corral (Chamoselo, As Pontes de García Rodríguez, 9 d'agost de 1856 - La Corunya, 31 de juliol de 1936) va ser un empresari gallec.

## Trajectòria
Amb 14 anys, els seus pares van hipotecar parts de les seves pertinences per pagar-li el passatge i va emigrar amb destinació cap a L'Havana (Cuba), per més tard, entre 1874 i 1875, anar a Veracruz (Mèxic), d'on va retornar a finals del segle segle xix. En tornar, va comprar la casa familiar de què s'havien hagut de desprendre els seus pares a Vilavella, i es va casar amb Carmen Illade Rilo. Posteriorment, també mercaria cases i terrenys a la Corunya.
El primer negoci que va crear va ser de 1898, una fàbrica de pasta de farina i xocolata a la qual va anomenar, de nou, "La Estrella de Oro", però va durar només dos anys. El 1901, va entrar a formar part de la societat Casado, Hermano y Compañía, que es dedicava a la fabricació de begudes gasoses i cervesa (seria el nucli de l'empresa posterior).
El 1906 va fundar a la La Corunya la fàbrica "La Estrella de Galicia", dedicada a la producció de gel i cervesa. El nom fa referència al seu antic negoci d'alimentació a Veracruz "La Estrella de Oro".
Va casar-se amb Carmen Illade Rilo i va tenir diversos fills. A la dècada dels anys 20, el negoci passà al seu fill Ramón Rivera Illade. Amb el temps, l'empresa va passar a convertir-se en Hijos de Rivera.

## Galeria d'imatges
- Estàtua a As Pontes de García Rodríguez
- Tomba al cementiri de San Amaro de La Corunya.